# Странджанская коммуна
Странджанская коммуна или Странджанская республика — краткосрочное болгарское политическое образование, провозглашённое повстанцами Внутренней македонско-одринской революционной организации 19 августа 1903 года в ходе Илинденского восстания в горах Странджа на территории Адрианопольского вилайета Османской империи.

## История

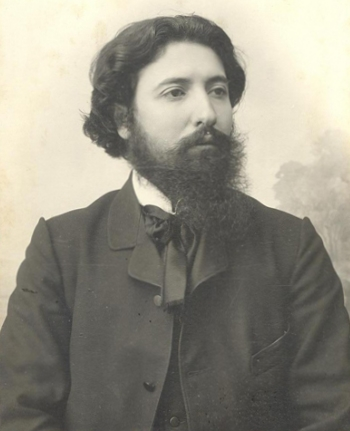
Михаил Герджиков в 1903 году

В 1903 году анархист Михаил Герджиков был избран партизанским командиром вооружённого крыла Внутренней македонско-одринской революционной организации во Фракии, так называемого «Боевого тела». Во время Илинденского восстания около 2000 человек под командованием Герджикова столкнулись с турецким гарнизоном из 10 000 хорошо вооружённых солдат и установили свободную зону в Странджанских горах вокруг Василико (Царево). Это успешное массовое восстание, поддерживаемое милицейскими формированиями, позволило повстанцам захватить большую часть Восточной Фракии, обосновавшись в Малко-Тырново. Население региона праздновало победу в течение трёх недель. В регионе, под влиянием анархо-коммунистических взглядов Герджикова и руководства Одринского революционного округа, была установлена новая коммунарная система управления, где все вопросы решались взаимными соглашениями между болгарами и греками.
Для подавления восстания османское правительство предприняло чрезвычайные военные меры. Османам удалось уничтожить Странджанскую коммуну, жестоко подавив повстанцев и местное население. По итогам подавления около 30 000 беженцев укрылось в Болгарии.